# Kastell Stuttgart-Bad Cannstatt
Das Kastell Stuttgart-Bad Cannstatt, in der Literatur häufig als Kastell Cannstatt, seltener als Kastell Bad Cannstatt genannt, war ein römisches Militärlager an der Neckarlinie des Neckar-Odenwald-Limes. Es liegt als Bodendenkmal in einem heute weitgehend überbauten Bereich von Bad Cannstatt, einem Stadtbezirk der baden-württembergischen Landeshauptstadt Stuttgart.

## Lage

Lageplan
(Grabungen 1894/96)

Das Kastell befand sich westlich des Neckars auf einer etwa 450 m entfernt vom Fluss gelegenen Anhöhe in strategisch und verkehrsgeographisch günstiger Position. Hier kreuzte die Römerstraße, welche von Mogontiacum (Mainz) nach Augusta Vindelicorum (Augsburg) führte, die entlang des Neckars verlaufende Trasse. Zusätzlich stieß eine von Argentorate (Straßburg) herbeiführende Fernstraße auf diesen Kreuzungspunkt.
Von dem um gut 25 m über dem Fluss gelegenen Kastell aus konnten das Neckartal und die zu den benachbarten Kastellen Benningen und Köngen, sowie weiter bis Wimpfen bzw. Arae Flaviae (Rottweil) führenden Straßen der Neckartrasse gut überwacht werden.

## Forschungsgeschichte
Auf Cannstatter Gebiet wurden bereits im 16. Jahrhundert römische Inschriftensteine dokumentiert. Erste Funde vom „Altenburger Feld“, dem Standort des Kastells Cannstatt, verzeichnete man im 18. Jahrhundert. Systematische, moderne archäologische Ausgrabungen unternahm dann zwischen 1894 und 1896 die Reichs-Limeskommission in Zusammenarbeit mit dem Cannstatter Altertumsverein und württembergischen Landesbehörden. Vor der endgültigen Überbauung im Jahre 1908 erfolgten noch einmal größere Untersuchungen.
Anschließend wurde auf dem Gelände nach rund 1700 Jahren wieder eine Kaserne errichtet, erneut für eine Kavallerieeinheit. Seit dem Abzug der letzten militärischen Nutzer des Geländes im Jahre 1993 werden das Areal und seine Baulichkeiten als kombiniertes Wohn- und Kleingewerbegebiet genutzt.
Das Fundmaterial der bisherigen Grabungen befindet sich in der Provinzialrömischen Sammlung des Württembergischen Landesmuseums, die in dessen Dependance im Alten Schloss untergebracht ist.
Bei Ausgrabungen in den Jahren 2024 und 2025 wurde nördlich des ehemaligen Kastells (zwischen der heutigen Düsseldorfer Straße und Bottroper Straße) der größte bekannte römerzeitliche Pferdefriedhof Süddeutschlands mit etwa 100 Pferdeskeletten entdeckt. Die Skelette wurden auf das 2. Jahrhundert datiert und der vor Ort stationierten Kavallerie-Einheit zugeordnet.

## Befunde

Grundriss und Schnitte
(Grabungen 1894–96)

Das Holz-Erde-Lager bedeckte mit den Abmessungen von 185 × 160 Metern eine Fläche von knapp drei Hektar. Es war von einem 6 bis 7 m breiten und 2 bis 3 m tiefen Spitzgraben umgeben. Von der Innenbebauung konnten nur noch geringe Spuren festgestellt werden, sie dürfte wohl ausschließlich aus Holz- oder Fachwerkbauten bestanden haben.
Das Steinkastell war mit einer Länge von 215 bis 220 m und einer Breite von knapp 171 m gut 3,7 Hektar groß und ebenfalls von einem Spitzgraben umgeben. Dessen Breite schwankte zwischen 4,5 und 8 m, die Tiefe zwischen nur 1,0 und 1,5 m. Das Lager war mit seiner Porta praetoria (Haupttor) nach Südosten, zum Neckar hin ausgerichtet und mit einer an den Ecken abgerundeten Mauer bewehrt. Eck- und Zwischentürme konnten nur in der Retentura (rückwärtiger Lagerbereich) nachgewiesen werden, alle vier Tore waren aber mit jeweils doppelten Türmen gesichert.
Von den Innenbauten wurden außer den zentralen Principia (Stabsgebäude) lediglich Teile zweier weiterer Steinbauten unklarer Bestimmung festgestellt. Hingegen konnten die mit Kies und Steinen gepflasterten Lagerstraßen eingehender untersucht werden. Die Breite der Hauptachsen schwankte zwischen acht Metern bei der Via praetoria (Ausfallstraße) und zwölf Metern bei der Via principalis (Lagerhauptstraße). Demgegenüber betrug die Breite der parallel zur Mauer verlaufenden Via sagularis (Lagerringstraße) nur vier Meter.
Das zivile Lagerdorf, der Vicus, erstreckte sich schwerpunktmäßig nordwärts des Kastells in den Verlängerungen der Via decumana (Rückwärtige Lagerstraße) und der Via principalis dextra (Rechte Lagerhauptstraße). Bei den hier befindlichen Bauten handelt es sich um unterkellerte Fachwerkhäuser, von denen einige über Hypokaustanlagen verfügten. Bemerkenswert war die Auffindung einer Töpferwerkstatt mit insgesamt 40 Brennöfen. Ein der Magna Mater und der Diana geweihter Tempel sowie eine Jupitergigantensäule können aufgrund der Fundlage als wahrscheinlich angenommen werden.
Vor der Nordwestecke des Kastells kamen die Grundrisse einer Benefiziarierstation einschließlich Altar zu Tage. Die Benefiziarier waren eine Art Straßenpolizei mit Zollbefugnissen, die für die Sicherheit des römischen Fernstraßennetzes verantwortlich war. Dass im römischen Bad Cannstatt gleich zwei derartige Posten bestanden, unterstreicht dessen Bedeutung als Straßenknotenpunkt. Die zweite Benefiziarierstation konnte auf der rechten Neckarseite nahe dem heutigen Uff-Kirchhof lokalisiert werden.

## Kastell- und Vicusgeschichte

Turm der Nordecke während der Ausgrabung 1908

Das Kastell von Stuttgart-Bad Cannstatt wurde in domitianischer Zeit, wohl zwischen 85 und 90 n. Chr. zunächst als Holz-Erde-Bauwerk errichtet. Es gehörte in eine Reihe von insgesamt sechs Militäranlagen, mit denen in dieser Zeit eine Strecke von etwa 60 km entlang des Neckars militärisch gesichert wurde, die vom Kastell Wimpfen im Tal bis zum Kastell Köngen reichte.
Als in Cannstatt stationierte Einheit wird im Allgemeinen die in Spanien rekrutierte Ala I Scubulorum angenommen, ein rund 500 Mann starker Kavallerieverband.
Um das Jahr 100 ersetzte man das einfache Holz-Erde-Kastell durch ein Lager mit steinerner Umwehrung. In den Jahren ab 159/160 n. Chr. wurde der bis dahin knapp östlich des Neckars verlaufende Limes um rund 30 Kilometer nach Osten verlegt. Im Zuge dieser Operation wurde auch das Kastell in Bad Cannstatt aufgelassen, während der Vicus weiterbestand. Diese römische Zivilsiedlung in verkehrsgeographisch günstiger Lage gilt aufgrund von Bodenfunden als eine der größeren römischen Ansiedlungen im heutigen Baden-Württemberg. Sie dürfte in ihrer vollen Größe wohl kaum über den Beginn des 3. Jahrhunderts hinaus existiert haben, da ab der Jahrhundertwende die Belegung der Gräberfelder drastisch rückläufig ist. Die Benefiziarierstation hingegen lässt sich noch für das Jahr 230 nachweisen. Spätestens mit dem Limesfall um 259/260 n. Chr. dürfte die römische Präsenz im Stuttgarter Raum ihr Ende gefunden haben.
Um das Jahr 236 fand bei Bad Cannstatt womöglich eine Schlacht im Rahmen der Gegenoffensive statt, die Kaiser Maximinus Thrax gegen die 233 erstmals in römisches Gebiet eingefallenen Alamannen eingeleitet hatte. In diesem Sinne wurde jedenfalls vielfach der 1930 in Bad Cannstatt gefundene Grabstein interpretiert, der den Tod zweier Brüder der Ala nova firma milliaria catafractaria („Neue Ala, mit dem Beinamen die Feste, doppelter Stärke und gepanzert“) im Kampf dokumentiert. Bei dieser Truppe handelt es sich um eine Spezialeinheit der schweren Kavallerie aus Persien, bei der Pferd und Reiter gepanzert waren. Die neuere Forschung interpretiert diese nicht genau datierbare Inschrift indes viel vorsichtiger, auch wenn seit etwa 2010 archäologisch gesichert ist (Schlacht am Harzhorn), dass die römische Gegenoffensive des Jahres 235/236 tatsächlich bis tief in das germanische Gebiet reichte.

## Illustrationen

Kleinfunde
(Grabungen 1894–96)

Details der Kastellumwehrung (Grabungen 1894–96)
Graffiti, Kleinfunde und Architekturelemente (Grabungen 1894–96)
Keramikfunde (Grabungen 1894–96)
Töpferstempel (Grabungen 1894–96)

## Denkmalschutz
Das Bodendenkmal „Kastell Bad Cannstatt“ ist geschützt als eingetragenes Kulturdenkmal im Sinne des Denkmalschutzgesetzes des Landes Baden-Württemberg (DSchG). Nachforschungen und gezieltes Sammeln von Funden sind genehmigungspflichtig, Zufallsfunde an die Denkmalbehörden zu melden.